# سگل کامرونی
سگل کامرونی (نام علمی: Aloe cameronii) نام یک گونه از سرده سگل است.